# Mercado disputado
No contexto da microeconomia um mercado disputado (em inglês: contestable market) é um mercado caraterizado por nenhumas (ou poucas) barreiras à entrada e que possibilita assim a entrada de um potencial concorrente.

## Teoria do mercado disputado
A teoria dos mecados disputados foi elaborada por William Baumol, Jhon Panzar e Robert Willing, a partir da obra "Contestable Market and the Theory of Industry Structure" (Mercados disputados e a Teoria da Estrutura Industrial) e lançada em 1982. Por essa teoria um mercado monopolista ou oligolista pode ter uma estrutura assemelhada aquela de mercado competitivo se se basear na premissa de que uma empresa monopolista seja ameaçada por competidores em potencial, que sejam capazes de entrar no mercado, e que em qualquer momento ponham fim à sua posição dominante. Pressupõe a teoria que a empresa monopolista realize práticas legítimas e não tenha outra opção senão a de tomar medidas próximas à da concorrência perfeita, como, por exemplo, ao diminuir seu preço de venda até que se iguale ao custo marginal, ao melhorar e inovar seus produtos ou serviços, de modo a retomar seu poder monopolista.

## Literatura
- William J. Baumol, John C. Panzar, & Robert D. Willig (1982). Contestable Markets and the Theory of Industry Structure.